# バズソー山辺
バズソー 山辺（バズソー やまべ、1952年4月1日 - ）は、日本のプロボクサー。本名は山辺 信二（やまべ しんじ）。茨城県水戸市出身。元日本ライト級王者。

## 来歴
1971年、田辺ジム練習生時にハワイ州へ渡り、同年6月22日、ハワイ州ホノルルでプロデビュー。
1973年5月11日、船橋ジム所属として日本デビュー戦で村上広行と対戦し、2回KO勝ち。
1973年7月2日、日本での2戦目で日本ライト級王者高山将孝に挑戦し、10回判定勝ちで王座を獲得した。
1974年2月18日、高山将孝と再戦し、9回KO負けで王座から陥落した。
その後は再度ハワイを主戦場にした。
1976年4月1日、31戦目で世界王座初挑戦。奈良県橿原市でWBC世界ジュニアライト級王者アルフレド・エスカレラに挑戦し、6回突然のレフェリーストップでTKO負け。同年7月1日に同場所でダイレクトリマッチが組まれるも、今度は15回判定負けで世界王座獲得ならず。
1977年2月12日、敵地・プエルトリコでWBC世界ライト級王者エステバン・デ・ヘススに挑戦し、6回KO負けで世界王座獲得ならず。
1977年6月28日の試合を最後に引退した。

## 獲得タイトル
- 第18代日本ライト級王座（防衛0度）